# Circondario del Rems-Murr
Il circondario del Rems-Murr (in tedesco Rems-Murr-Kreis) è uno dei circondari dello stato tedesco del Baden-Württemberg.
Fa parte del distretto governativo di Stoccarda.

## Città e comuni
(Abitanti il 31 dicembre 2022)
| Città 1. Backnang (37 957) 2. Fellbach (45 896) 3. Murrhardt (14 180) 4. Schorndorf (40 204) 5. Waiblingen (56 081) 6. Weinstadt (27 088) 7. Welzheim (11 335) 8. Winnenden (29 245) | Comuni 1. Alfdorf (7 242) 2. Allmersbach im Tal (5 071) 3. Althütte (4 276) 4. Aspach (8 297) 5. Auenwald (6 784) 6. Berglen (6 723) 7. Burgstetten (3 738) 8. Großerlach (2 575) 9. Kaisersbach (2 436) 10. Kernen im Remstal (15 361) 11. Kirchberg an der Murr (4 044) 12. Korb (11 058) 13. Leutenbach (11 777) 14. Oppenweiler (4 339) 15. Plüderhausen (9 760) 16. Remshalden (14 131) 17. Rudersberg (11 358) 18. Schwaikheim (9 702) 19. Spiegelberg (2 169) 20. Sulzbach an der Murr (5 307) 21. Urbach (9 095) 22. Weissach im Tal (7 455) 23. Winterbach (7 713) |